# 熊坂光貴
熊坂 光貴（くまさか こうき）は、愛媛県出身の、日本の柔道選手。階級は100kg級。身長178cm。組み手は右組み。得意技は大外刈。異名は「破壊神」

## 経歴
津島中学3年の時に全国中学校柔道大会の90kg級に出場するも、3回戦で敗れた。新田高校へ進むと、2年の時に福島県で開催された魁星錬成大会で桐蔭学園高校2年の賀持喜道に悪質とみなされる腕挫腋固を仕掛けて反則負けを喫した。全国高校選手権の無差別では準々決勝で桐蔭学園高校2年の村尾三四郎に内股で敗れて5位だった。3年の時にはインターハイ100kg級で5位だった。2019年に国士舘大学へ進むと、4年の時には講道館杯の代替大会となった全日本強化選手選考会でシニアの全国大会初優勝を飾った。学生体重別でも優勝した。2023年の講道館杯で3位になった。2024年の講道館杯でも3位だった。グランドスラム・東京では準々決勝で世界2位であるカナダのシャディ・エルナハスを崩上四方固で破るも、準決勝でイタリアのジェンナーロ・ピレッリに技ありで敗れると、3位決定戦でもカナダのレイズ・カヨルに内股で敗れて5位に終わった。2025年のグランドスラム・パリでは2回戦でブラジルのレオナルド・ゴンカルベスに敗れた。

## 戦績
- 2018年 - 全国高校選手権　5位(無差別)
- 2018年 - インターハイ　5位
- 2022年 - 全日本強化選手選考会　優勝
- 2022年 -　学生体重別　優勝
- 2022年 -　講道館杯　5位
- 2023年 -　講道館杯　3位
- 2024年 -　講道館杯　3位
- 2024年 - グランドスラム・東京　5位

(出典)